# 魔法值

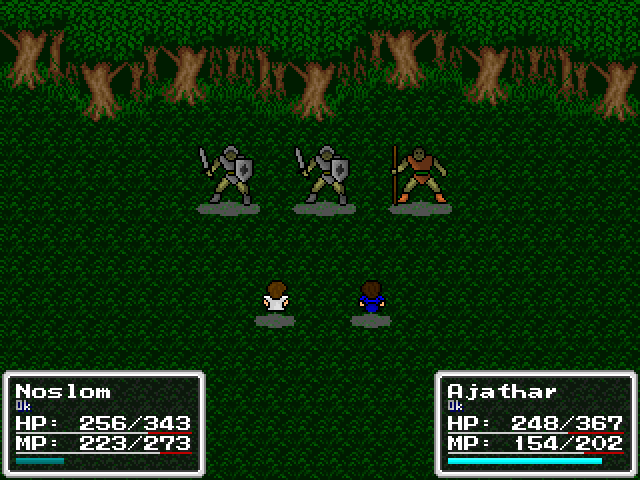
此遊戲圖片當中的MP即是魔法值之意思

魔法值（英語：Magic point，常简写为“MP”），或称“Mana”，是在许多角色扮演游戏或类似游戏中出现的一种能力值，用来度量游戏中特殊能力资源量。当游戏角色使用特殊能力的时候（诸如发起特殊攻击，或回复生命值）就会消耗一定量的魔法值，当剩余魔法值不足的时候，角色就不能发起相应的特殊能力了。

## 概述
一般来说，角色的最大魔法值受角色等级、职业和所装备道具的影响，因此同等级的法师魔法值通常比战士要高，而高等级的法师魔法值也通常比低等级的法师高。当角色使用法术的时候，就会消耗一定量的魔法值，威力更大的法术消耗的MP可能更多，当魔法值不足的时候，玩家就只能选择发起低威力的魔法了。
一部分游戏中MP可以随着时间的推移慢慢恢复，而另一部分游戏则需要通过休息来补充，还有的则须使用恢复系道具来补充MP值。一般来说MP不会影响角色的HP（使主角丧失战斗能力等），但少部分游戏则例外（诸如《星之海洋3》），MP为0会使主角昏厥。